# Armenien i olympiska vinterspelen 2006
Armenien deltog med fem deltagare vid de olympiska vinterspelen 2006 i Turin. Ingen av landets deltagare erövrade någon medalj.

## Alpin skidåkning
- Abraham Sarkakhyan

## Längdskidåkning
- Edmond Khachatryan
- Hovhannes Sargsyan

## Konståkning
- Vazgen Azroyan
- Anastasia Grebenkina